# Amsterdamsestraatweg (Baarn)
De Amsterdamsestraatweg in Baarn loopt vanaf het kruispunt Biltseweg, Praamgracht, Vredehofstraat in Soestdijk in noordnoordwestelijke richting. Zij is dan onderdeel van de N221. Zij gaat door Baarn, gaat over in de Zandheuvelweg en komt aan in Hilversum. De totale lengte is 3 kilometer.
De van noord naar zuid lopende straat werd aangelegd rond 1773 toen Willem Gideon Deutz grote plannen had met zijn buitenhuis De Eult. Dertig jaar later liet prins Willem V de weg rechttrekken tot het huidige tracé. Aan weerszijden werd een rij beuken geplant. De straat heette tot 1912 Grote Postweg.